# Cantó de Neuilly-en-Thelle
El cantó de Neuilly-en-Thelle és una divisió administrativa francesa del departament de l'Oise i del districte de Senlis. El cap cantonal és Neuilly-en-Thelle i agrupa 15 municipis.

## Municipis
| Municipi             | Població* | Codi postal | Codi INSEE |
| -------------------- | --------- | ----------- | ---------- |
| Balagny-sur-Thérain  | 1 418     | 60250       | 60044      |
| Belle-Église         | 561       | 60540       | 60060      |
| Boran-sur-Oise       | 2 123     | 60820       | 60086      |
| Chambly              | 9 138     | 60230       | 60139      |
| Cires-lès-Mello      | 3 585     | 60660       | 60155      |
| Crouy-en-Thelle      | 988       | 60530       | 60185      |
| Dieudonné            | 836       | 60530       | 60197      |
| Ercuis               | 1 566     | 60530       | 60212      |
| Foulangues           | 167       | 60250       | 60249      |
| Fresnoy-en-Thelle    | 818       | 60530       | 60259      |
| Le Mesnil-en-Thelle  | 2 089     | 60530       | 60398      |
| Morangles            | 294       | 60530       | 60429      |
| Neuilly-en-Thelle    | 3 064     | 60530       | 60450      |
| Puiseux-le-Hauberger | 790       | 60540       | 60517      |
| Ully-Saint-Georges   | 1 819     | 60730       | 60651      |

* Dades del 1999

## Història
| Data d'elecció                           | Identitat       | Partit                                   | Qualitat |
| ---------------------------------------- | --------------- | ---------------------------------------- | -------- |
| 1945-1976                                | René Quentier   | RPF després CNRS després UNR després UDR |          |
| 1976-1982                                | Georges Vogel   | PCF                                      |          |
| 1982-1988                                | Raymond Roy     | CNIP                                     |          |
| 1988-2001                                | Michel Françaix | PS                                       | Diputat  |
| 2001-2008                                | Cécile Brémard  | dvd després UMP                          |          |
| 2008-…                                   | Gérard Auger    | PS                                       |          |
| les dades anteriors no són pas conegudes |                 |                                          |          |